# Brunrall
Brunrall (Aramides wolfi) är en hotad sydamerikansk fågel i familjen rallar.

## Utseende och läte
Brunrallen är en medelstor (33–36 cm), mestadels rostbrun rall. Huvudet är askgrått med vitaktig strupe. Den är kanelbrun på nacke, övre delen av ryggen och undersidan, medan resten av ovansidan och undersidan är ljust olivbrun. Undergump, övergump och stjärt är svarta. Näbben är grön med en gul pannsköld och ögonen röda, likaså benen. Lätet består av en vittljudande serie med ihåliga och nasala toner, återgivet som "cjuí-cjuí-cjuí" eller "cjuo-cjuo-cjuo".

## Utbredning och systematik
Fågeln förekommer i Sydamerika från västra Colombia till sydvästra Ecuador och det nordligaste Peru. Den behandlas som monotypisk, det vill säga att den inte delas in i några underarter.

## Levnadssätt
Brunrallen hittas oftast i mangroveträsk, men har också påträffats i skogsmarker, flodnära våtmarker och sumpskog på upp till 1100 meters höjd.

## Status
Brunrallen förekommer i ett område där habitatförstörelsen är stor och tros därför minska relativt kraftigt i antal. Den är vidare känd från bara några få lokaler. Internationella naturvårdsunionen IUCN kategoriserar därför arten som sårbar. Världspopulationen tros understiga 2500 vuxna individer.

## Namn
Fågelns vetenskapliga artnamn hedrar Franz Theodor Wolf (1841-1921), tysk geolog och mineralolog boende i Ecuador 1870-1891.